# Giuseppe Carboni (giornalista)
Giuseppe Carboni (Roma, 8 ottobre 1961) è un giornalista italiano. Ha diretto il TG1 dal 2018 al 2021 e dal 2023 è direttore di Rai Parlamento.

## Biografia
È entrato in Rai nell'agosto del 1979, quando inizia a collaborare con Rai Radio 3, esordendo nel programma Controcanto.
Nel 1982 fa parte della squadra di RaiStereoNotte, programma di successo di Rai Radio 1 sotto la direzione di Biagio Agnes e Pierluigi Tabasso.
Nel 1989 inizia a collaborare con il TG2: il suo primo pezzo per la testata fu dedicato ad un concerto degli U2 svoltosi a Dublino.
In seguito, per il telegiornale di Rai 2, ha preso parte anche agli approfondimenti di cultura e attualità come Pegaso, Diogene Giovani e Speciale sulla Luna.
Nel 1995 è trasferito alla TGR, dove lavora alla sede Rai di Bolzano.
Un anno dopo, nel 1996, è richiamato al TG2 da Clemente Mimun e incaricato presso la redazione interni.
Dopo le direzioni di Mauro Mazza e Mario Orfeo, Carboni è nominato da Marcello Masi caporedattore del TG2 con sede a Palazzo Montecitorio.
Esperto di musica e spettacoli, è stato caporedattore del TG2 dal 2011 al 2018.
Dal 2013 in poi ha seguito per la testata di Rai 2 le vicende del Movimento 5 Stelle.
Il 31 ottobre 2018 il consiglio di amministrazione della Rai, su proposta dell'amministratore delegato Fabrizio Salini, delibera la sua nomina alla direzione del TG1, succedendo ad Andrea Montanari.
Il 18 novembre 2021 Carboni viene sostituito alla direzione del TG1 da Monica Maggioni, prima donna a ricevere tale incarico nella storia del telegiornale ammiraglio della Rai.
Dal 25 maggio 2023 è direttore di Rai Parlamento.